# Vencer (franquia)
Vencer é uma franquia e antologia de telenovelas mexicanas produzidas por Rosy Ocampo para a Televisa e, posteriormente, TelevisaUnivision. Cada trama traz como foco quatro mulheres de diferentes idades, que abordam problemas e temáticas relacionadas com as mulheres da atualidade, como violência de gênero, gravidez na adolescência, assédio virtual, entre outros.

## Lista de produções
| Série | Série | Título             | Episódios | Exibição original     | Exibição original       |
| Série | Série | Título             | Episódios | Estreia               | Final                   |
| ----- | ----- | ------------------ | --------- | --------------------- | ----------------------- |
|       | 1     | Vencer el miedo    | 47        | 20 de janeiro de 2020 | 22 de março de 2020     |
|       | 2     | Vencer el desamor  | 93        | 12 de outubro de 2020 | 19 de fevereiro de 2021 |
|       | 3     | Vencer el pasado   | 85        | 12 de julho de 2021   | 5 de novembro de 2021   |
|       | 4     | Vencer la ausencia | 80        | 18 de julho de 2022   | 4 de novembro de 2022   |
|       | 5     | Vencer la culpa    | 80        | 26 de junho de 2023   | 13 de outubro de 2023   |

### Vencer el miedo
É a história de quatro mulheres da mesma família, mãe, as duas filhas de 18 e 20 anos e uma pequena de 13 anos. De um evento todo esse confronto é detonado com problemas que são muito comuns para as mulheres no México. Dentre elas temos a história de Marcela (Paulina Goto), jovem que sempre sofreu pelo pai a menosprezar.  Ela é namorada de Rommel (Emmanuel Palomares) e num dia, por pressão dele, acaba roubando um carro para fugir da cidade. O que parecia estar bom, acaba dando errado quando Marcela é perseguida pela polícia e acaba batendo o carro. No porta-malas deste automóvel, descobrimos que havia um corpo morto. Era o corpo de Fabián Cifuentes (Moisés Arizmendi) importante empresário do México e extremamente rico. Marcela acaba se tornando alvo do ódio de Horácio Cifuentes (César Évora) pai de Fabián que a quer ver pagar pelo assassinato do filho. Marcela, então, acaba sendo condenada a 3 anos de cadeia pelo roubo do carro. Após esses 3 anos, ela está de volta a sua família com o objetivo de tirar sua mãe Inés (Arcelia Ramírez) e sua irmã Cristina (Jade Fraser) das garras do pai. Além de agora, ter a difícil missão de descobrir o verdadeiro assassino de Fabián, sem nem imaginar que acabará se envolvendo com Omar (Danilo Carrera) que usando o nome de "Beto" irá querer se vingar de Marcela pela morte de seu pai. Agora começará um triângulo amoroso entre Marcela, Omar e Rommel além de um conflito de vinganças e segredos.
Além dessa história, temos as tramas de Cristina, que era uma aspirante a nadadora que acaba sofrendo um abuso sexual de Mitre, o massagista do seu local de treinamento. Ela nunca revelou a verdade a ninguém e por causa disso, abandona esse mundo da natação. Agora, após 3 anos do abuso, Cristina começa a trabalhar no ministério público e viverá seus traumas do passado ao sofrer assédio sexual de seu novo chefe, Rubén (Marcelo Córdoba). Temos também a trama de Inés que sempre sofre com o mal trato e abandono do marido, Vicente (Alberto Estrella) que faz de tudo para a menosprezar. E por fim, temos a trama de Areli (Emilia Berjón) neta de Inés, filha de Lorenzo (Axel Ricco) que está descobrindo seu primeiro amor com Yahir (Alessio Valentini) e irá ter a difícil decisão de ter ou não sua primeira vez.

### Vencer el desamor
Quatro mulheres com idades e pensamentos diferentes, são obrigadas a conviver abaixo do mesmo teto. E todas com o mesmo problema, sofrem pela ausência de seus companheiros.
Bárbara Albarrán (Daniela Romo) é a esposa de Joaquín Falcón (José Elías Moreno), um respeitável advogado com o qual ela teve três filhos: Álvaro (David Zepeda), Eduardo (Juan Diego Covarrubias) e Gael (Emmanuel Palomares). Seu sonho de vida é viajar pelo mundo com seu esposo, mas seu plano é frustrado quando Joaquín morre de um infarto dentro de seu escritório, gerando um mistério quando Calixto Bojórquez (Tizoc Arroyo) vai atrás de Bárbara, fingindo ser um corretor de imóveis para entrar em sua casa, tentando encontrar algo que Joaquín escondeu em seu escritório. Bárbara pensa que ele está querendo vingança pelo seu maior segredo com Joaquín: depois de perder um bebê ao nascer, Bárbara e Joaquín adotaram Gael, fazendo ela acreditar que Calixto seja seu verdadeiro pai. Mas Bárbara, ao saber mais ao fundo da origem de Gael, conhece Guadalupe Guajardo (Ariane Pellicer), a mulher de um dos casos de seu falecido esposo, sendo ela a verdadeira mãe de Gael. Da mesma forma que foi confundido por Calixto, Gael é confundido por Doña Efi (Beatriz Moreno) e o padre Antero (Carlos Bonavides) com Rommel Guajardo (Emmanuel Palomares), um jovem idêntico a ele. Gael conhece a história de vida de Rommel e Guadalupe, assim começando a suspeitar que sua mãe tem estado ocultando algo dele. Decidindo investigar mais ao fundo quem é Rommel, vai pela segunda vez no Peñón de la Esperanza, mas é agredido por uma quadrilha dos Peñones, por ser confundido pelo Rommel, menos por Liendre, um velho amigo de Rommel, que ajuda Gael levando ele para conhecê-lo. Gael, arrasado e não se sentindo um Falcón, confronta Bárbara e se revolta com ela. Gael começa a visitar seu irmão gêmeo na prisão, sem imaginar que Rommel o manipularia para continuar fazendo negócios ilícitos, fazendo assim, Gael ser preso. Assim que Gael consegue sua liberdade, Rommel o dopa e troca de lugar com ele. Gael consegue esclarecer a situação com a ajuda de Lupe, e indo atrás de Rommel, que morre salvando Gael. Depois de se reconciliar com Gael, Bárbara irá reconhecer o amor com Lino Ferrer (Leonardo Daniel / Marco Treviño), um aluno das aulas de inglês de Dafne, que tem muitas coisas em comum com Bárbara como o sonho de viajar pelo mundo.
Ariadna López (Claudia Álvarez), é a nora de Bárbara com quem ela não se dá bem, devido a elas pensarem diferente sobre a criação de Tadeo (Iker García) filho de Ariadna. Ela era namorada de Eduardo, e nunca se casaram, mesmo tendo um filho juntos. Tadeo, é um menino com Síndrome de Asperger e precisa de atenção especial. Eduardo tenta fazer o seu melhor para cuidar de Tadeo, mas nunca é suficiente, e após perder seu emprego de contador por uma fraude que ele fez, vai viver na casa de sua mãe com Ariadna e Tadeo. Eduardo por precisar pagar uma grande quantia em dinheiro pela fraude, pede ajuda a Bárbara que hipoteca sua casa, deixando ela e Ariadna com uma dívida. Eduardo, não suportando mais Ariadna e Tadeo, decide abandonar ela e se casar com Linda Brown (Issabela Camil), uma empresária norte-americana com a qual se muda para Los Ángeles. Por causa disso, Ariadna decide voltar a trabalhar como jornalista no jornal "La voz del pueblo", onde começa a fazer reportagens sobre casos de abusos sexuais e sobre violência de gênero. Eduardo começa a ter problemas com Linda e Ariadna o denuncia por abandono de lar, e nem imagina que Ariadna reencontrou o amor com seu cunhado Álvaro, irmão de Eduardo que saiu de um divórcio conturbado com Olga (Altair Jarabo) após saber de uma traição dela, devido a problemas para engravidarem. Álvaro se dá muito bem com Tadeo, conseguindo entender o transtorno dele com perfeição, fazendo Ariadna e ele se apoiarem ainda mais.
Dafne Falcón Miranda (Julia Urbini), é filha de uma relação de Joaquín Falcón com Josefina Miranda (Lourdes Reyes). Bárbara descobre que Joaquín teve uma filha com Josefina, quando no seu testamento ele incluiu Dafne, fazendo ela herdeira de Joaquín. Dafne é uma mãe muito jovem, teve dois filhos com seu esposo Néstor (Joshua Gutiérrez): Clarita y Santiago. Dafne após dar a luz a Santiago, perde o esposo num acidente trágico. Sem dinheiro para pagar o aluguel de onde morava, e por ter problemas com seu padrasto, Dafne se muda para a casa de seus meios irmãos, exigindo a parte que a corresponde no testamento de Joaquín. Chegando na casa dos Falcón, Dafne conhece Gael, por quem acaba se apaixonando, mesmo sendo uma relação proibida por ele supostamente ser seu meio irmão. Gael além de se apaixonar por Dafne, se encanta com os filhos dela, mudando sua visão de compromissos. Essa relação, tratá mais problemas entre Dafne e Bárbara, que já não se davam bem. Para conseguir seguir adiante, Dafne começa a dar aulas de inglês na casa dos Falcón, sendo Lino Ferrer um de seus alunos.
Gemma Corona (Valentina Buzzurro) é filha de Levita Albarrán (Claudia Ríos), meia irmã de Bárbara que a odeia por ser fruto da infidelidade do seu pai. Gemma chega a casa dos Falcón para substituir a vaga de empregada de Cuquita (Evangelina Martínez) sem que Bárbara saiba que ela é sua sobrinha e fugindo de Cuauhtémoc Vargas (Alfredo Gatica), um homem que seu pai Onofre Corona (Moisés Manzano) a vendeu para que eles se casassem e pudessem ter uma vida melhor. O sonho de Gemma é estudar para poder ajudar seu pai e seus irmãos. Depois de seu pai e Cuauhtémoc são presos por corrupção de menores, e que Bárbara e Levita se reconciliarem após um acidente, Gemma começa a morar com sua tia e continua a estudar. Porém, Gemma descobre que está grávida, e agora terá que enfrentar muitos desafios na sua vida por conta dessa gravidez precoce.

### Vencer el pasado
Renata Sánchez Vidal (Angelique Boyer) é uma jovem e notável bióloga molecular com um futuro promissor. Ela tem uma posição invejável em seu trabalho e está prestes a se casar com Alonso Cancino (Horacio Pancheri), seu namorado da faculdade. Mas devido a uma confusão, ela é acusada de namorada infiel e traidora devido a uma publicação, que rapidamente se tornou viral nas redes sociais, na qual ela aparece beijando apaixonadamente um estranho. Este fato tem sérias consequências para Renata: seu casamento é cancelado e ela perde o emprego. Além disso, Alonso questiona sua reputação profissional. Tudo piora quando Renata descobre que Alonso registrou seu valioso projeto de pesquisa com o nome dele. Depois de muitos esforços, Renata conseguiu um emprego no Biogenelab, um laboratório genético de alto nível onde ela acabará projetando um novo kit de DNA. Apesar de lidar constantemente com um ambiente machista, ao qual Alonso também chega, infelizmente, Renata logo ganha o apoio do respeitável Lisandro Mascaró (Leonardo Daniel), dono do Biogenelab. Mas lá ela também conhece Javier (Ferdinando Valencia) e Fabiola Mascaró (África Zavala), os herdeiros de Lisandro, provocando sua inveja e o interesse romântico de Javier. Renata se apaixona, pelo misterioso e atraente Mauro Álvarez (Sebastián Rulli), um recém-chegado ao Biogenelab que não é realmente quem diz ser e cujo objetivo dentro da empresa é vingar o pai dele. No início, Mauro e Renata não se dão bem e ele até vai questionar sua capacidade profissional simplesmente porque ela é uma mulher bonita e não consegue “controlar suas emoções”.
Carmen Medina (Erika Buenfil) também chega ao Biogenelab, contratada como recepcionista, que deixou sua vida de rica em Puebla, movida pelo escândalo após a publicação de um vídeo explícito de uma das muitas infidelidades cometidas por seu marido, que também a violou. Com Carmen chegam ao México seus filhos Ulises, Oliver e Danna (Ana Paula Martínez) que, após o impacto de ver seus pais se separarem, se vicia em celulares e redes sociais, nas quais inventa uma vida que a trará consequências. Outra funcionária do Biogenelab é Mariluz Blanco (Arantza Ruiz), uma jovem da província que fugiu do linchamento digital depois que seu namorado exibiu fotos íntimas dela na internet. É assim que Renata, Carmen, Mariluz e Danna irão compartilhar laços que as unirão na luta contra o linchamento social que elas próprias sofreram no passado.

### Vencer la ausencia
A irmandade de quatro mulheres (Ariadne Díaz, Mayrín Villanueva, Alejandra Barrose María Perroni) de diferentes origens é quebrada quando um acidente faz com que todas percam um ente querido. Depois de descobrir as causas do acidente, eles compartilharão um mistério doloroso. As quatro mulheres devem superar a ausência de seus entes queridos e resolver o luto para reconstruir suas vidas, recuperando a irmandade que as unia.

### Vencer la culpa
A irmandade de quatro mulheres. Paloma (Claudia Martín), Manuela (Gabriela de la Garza), Amanda (María Sorté) e Yaneli (Romina Poza), cujos destinos se entrelaçam quando uma jovem que não conheciam a fundo desaparece misteriosamente, além de superar a culpa por tal evento e por outros motivos.
Manuela é uma mãe solteira que "quebrou a alma" para criar sua única filha. Isso a obriga a trabalhar em três empregos, mas ela se sente culpada por não conseguir acompanhar o desenvolvimento da filha, por esconder dela quem é seu pai e por não ter lhe dado uma figura paterna. Mas o destino a unirá novamente a Leandro (Gabriel Soto), seu ex-namorado e pai de sua filha. Porém, Manuela encontrará outra oportunidade apaixonada por Pablo (Matías Novoa), que carrega consigo a própria culpa pelo desaparecimento do filho mais velho.
Amanda é uma mulher de alto nível socioeconômico, montou sua pequena empresa de produtos para animais de estimação após se divorciar de Everardo (Roberto Ballesteros), pai de seus filhos e quem quer que fosse seu marido, encerrando um casamento de 40 anos, do qual ela se sente culpada. ante a pressão de seus filhos para romper com um "casamento perfeito", de ter silenciado anos de maus-tratos e violência.
Paloma é uma simpática designer digital com muita sorte no trabalho, mas sendo filha única de Octavio (Luis Gatica) e Adela (Mónica Ayos), sente-se culpada por não conseguir separar-se dos pais para viver sozinha e por fazendo a escolha errada de seus parceiros, a ponto de afugentá-los sem nenhuma explicação.
E Yaneli, uma menina de baixa renda, alegre e superinteligente que estuda em um colégio particular graças ao apoio financeiro do irmão. Sente-se culpado por não atender às expectativas do irmão, também porque o viu brigar e maltratar Dulce (Jesusa Ochoa) e não sabe se deve denunciá-lo ou ficar calado.
Dias depois, Dulce desaparece e Yaneli atormentada pela dúvida de que seu irmão tenha feito algo errado, ela decide investigar e assim conhece Paloma, Manuela e Amanda, que se unem para procurar a garota, sem imaginar que devem superar vários obstáculos. para encontrar a garota, resolver o mistério e ao longo de sua aventura em busca de Dulce, elas constroem uma sólida amizade que ajudará cada uma a enfrentar e superar sua própria culpa para que juntas descubram que a sororidade é sua maior força.

## Produção
Vencer el miedo foi anunciada por Rosy Ocampo — com o primeiro título provisório Rompiendo el silencio — junto com seu retorno à produção de telenovelas em 5 de junho de 2019; Foi co-produzido com o Population Media Center, uma organização não governamental dedicada a fazer entretenimento com fins lucrativos. As filmagens da novela — agora com o segundo título provisório, Vencer el silencio — começaram a ser filmadas em locações ao sul da Cidade do México, junto com a claquete oficial em 2 de julho de 2019; enquanto sua filmagem no estúdio começou em 8 de julho do mesmo ano, no fórum 10 da Televisa San Ángel. As filmagens da novela terminaram em 18 de outubro de 2019 e foi anunciado em 25 de novembro de 2019, que Vencer el miedo seria título oficial da novela.
Vencer el desamor foi anunciada em 20 de janeiro de 2020 por Patricio Wills — presidente da Televisa Studios —, no âmbito do NAPTE 2020, juntamente com outras novas produções, que, originalmente, a novela tinha como título provisório El ya no vive aquí. Em 24 de fevereiro de 2020, foi confirmado que a produção entraria no mesmo universo da produção anterior, Vencer el miedo, oficialmente com o título Vencer el desamor, que marca a consolidação de uma nova franquia na televisão — após a antologia Fábrica de sueños. O primeiro trailer promocional foi divulgado pelo canal oficial Las Estrellas em 17 de março de 2020, enquanto a personagem de Daniela Romo fez uma participação especial em uma cena junto com Arcelia Ramírez, no último capítulo de Vencer el miedo. Originalmente, a produção da novela estava prevista para começar a ser filmada no início de abril de 2020 e estrear em 13 de julho de 2020, substituindo Te doy la vida, mas devido à pandemia de COVID-19 no México, os trabalhos de produção foram paralisados. Em 29 de março de 2020, a Televisa ordenou a suspensão temporária das gravações de qualquer programa gravado em seus fóruns, o que impediu o início oficial das gravações da produção. A produção, junto a outras — como Te doy la vida, La mexicana y el güero e Imperio de mentiras —, retomaram as gravações na primeira semana de junho de 2020, dando a liberação oficial de reinício das gravações no dia 16 do mesmo mês por Alfonso de Angoitia e Bernardo Gómez, CEOs da Televisa.
Em 16 de junho de 2020, a produção foi apresentada durante o Up-front virtual da Univision para a temporada televisiva 2020-21. A novela começou oficialmente a ser filmada em 29 de junho de 2020, antes disso, a produtora Rosy Ocampo , realizou uma missa de lançamento onde parte do elenco esteve presente. A novela terminou as filmagens em 16 de dezembro de 2020.
Vencer el pasado foi anunciada em 12 de janeiro de 2021. A novela começou a ser filmada em 8 de abril de 2021. Em 30 de abril de 2021, a Televisa divulgou um comunicado de imprensa confirmando Angelique Boyer, Erika Buenfil, Arantza Ruiz e Ana Paula Martínez, como as quatro protagonistas da história. Em maio de 2021, a novela foi apresentada no Up-front da Univision para a temporada televisiva 2021-22. A produção terminou as gravações em 28 de agosto de 2021.
Vencer la ausencia foi anunciada em 1 de novembro de 2021, durante a última semana de Vencer el pasado. A novela foi anunciada em 1º de novembro de 2021 durante a última semana de Vencer el pasado. Antes de seu anúncio, a pré-produção e os preparativos para o roteiro de entrega estavam sendo realizados desde setembro de 2021, com a equipe de roteiristas liderada por Pedro Armando Rodríguez , juntamente com Gerardo Pérez, Alejandra Romero, Humberto Robles e Luís Mateus. A produção começou junto com as filmagens em 5 de abril de 2022. A claquete oficial, juntamente com o início das filmagens no fórum, ocorreu em 19 de abril de 2022 no fórum 9 da Televisa San Ángel. A direção, novamente, é encabeçada por Benjamín Cann e Fernando Nesme, ao lado de Manuel Barajas e Alfredo Mendoza como gerentes de câmera e fotografia. A novela foi apresentada em 17 de maio de 2022, em um up-front da  TelevisaUnivision para a programação da temporada 2022-23.